# Tito Acerbo
Tito Acerbo (Loreto Aprutino, 4 marzo 1890 – Croce di Piave, 16 giugno 1918) è stato un militare italiano, capitano del 152º Reggimento di Fanteria, Brigata Sassari, caduto sul Piave durante la prima guerra mondiale.

## Biografia
Il padre Olinto appartiene ad una nobile famiglia della vecchia borghesia e la madre Mariannina de Pasquale alla nobiltà abruzzese: i baroni de Pasquale di Caprara d'Abruzzo (frazione di Spoltore in provincia di Pescara), discendenti da una illustre famiglia originaria dei Balcani da cui fuggono in seguito all'invasione dei Turchi. Compiuti i primi studi nel suo paese natale e nel seminario arcivescovile di Chieti, proseguitili presso i regi licei di Fermo e Teramo, nel 1914 conseguì la laurea in Scienze sociali a Firenze.
Arruolato nell'esercito con il grado di sottotenente, prese parte alla I guerra mondiale distinguendosi nei combattimenti sul Carso e nella battaglia dell'Ortigara, ottenendo sul campo la promozione a tenente prima, e poi a capitano: venne anche insignito di due medaglie d'argento al valore militare per i meriti di guerra conseguiti sulla Bainsizza e sul Col del Rosso e della Croce di Guerra francese.

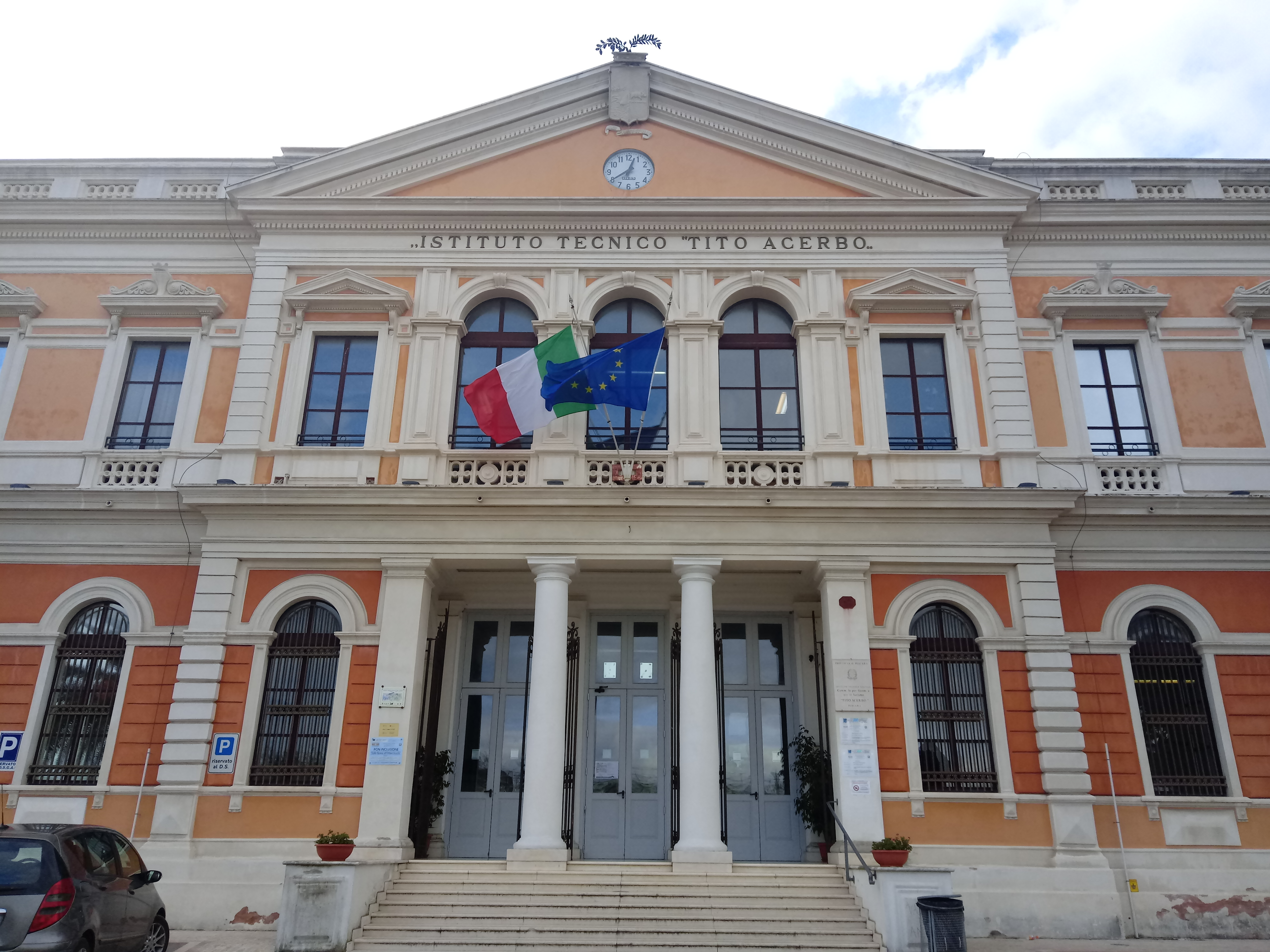
Istituto tecnico commerciale di Pescara, dedicato a Tito Acerbo

Quando, nella notte del 15 giugno 1918, le truppe austro-ungariche riuscirono a varcare il Piave, Acerbo, benché ferito, fu una delle guide carismatiche della tenace resistenza che fece fallire il tentativo di penetrazione nemica. Morì sul campo di battaglia la mattina del 16 giugno, vicino alla chiesa di Croce. Venne insignito della medaglia d'oro al valor militare alla memoria (R.D. 11 marzo 1924).
Gli fu dedicato il Cimitero Militare di Croce di Piave, anche se la sua salma era stata tumulata in quello parrocchiale. La salma venne poi traslata a Loreto nell'estate del 1932. Nella frazione è rimasto il monumento a lui dedicato (una colonna spezzata) inaugurato nell'ottobre 1927.
Il fratello Giacomo, uomo politico del ventennio fascista, dedicò alla sua memoria la Coppa Acerbo, gara automobilistica che si svolse a Pescara dal 1924 al 1961.
In suo onore è stata intitolata la scuola elementare di Loreto Aprutino, suo luogo di nascita, la scuola elementare di Caprara d'Abruzzo (Spoltore), la scuola primaria di Croce di Piave, luogo della sua morte, e la scuola superiore Tito Acerbo di Pescara. Sempre a Caprara d'Abruzzo si trova "Villa Acerbo", che il nostro ereditò dalla madre Mariannina De Pasquale, donata dalla famiglia Acerbo all'ONPI (Opera Nazionale Pensionati d'Italia).
A Pescara il fratello Giacomo gli fece intitolare l'Istituto tecnico commerciale, un tempo villa dei Convittori di Chieti, e l'omonimo premio automobilistico "Coppa Acerbo" (1924-1961).